# 익스펜더블 3
익스펜더블 3(The Expendables 3)는 2014년 공개된 미국의 액션 영화로, 2012년 영화 《익스펜더블 2》의 속편이다.

## 줄거리
새로운 팀! 새로운 미션!
불가능한 미션이란 없는 절대 무적의 팀 익스펜더블. 더 이상 대항할 수 있는 적이 없을 것 같던 그들 앞에 역대 가장 강력한 적이 나타났다. 그는 바로 바니(실베스터 스탤론)와 함께 익스펜더블을 창립한 원년 멤버 스톤뱅크스(멜 깁슨). 바니는 익스펜더블을 배반하고 잔인한 무기상이 된 스톤뱅크스의 악행을 막기 위해 그를 제거한다. 이후 바니는 젊고, 빠르고, 색다른 기술을 지닌 새 멤버들을 영입해 더욱 강력한 익스펜더블을 만든다.
한편 극적으로 살아난 스톤뱅크스는 복수의 칼을 빼 들고 익스펜더블을 전멸시키기 위한 계획을 세운다. 그 어떤 적들보다도 그들을 잘 아는 스톤뱅크스의 급습으로 인해 새 멤버들이 납치를 당하고, 익스펜더블은 위기에 처하게 되는데…

## 배역
- 제이슨 스테이섬 - 리 크리스마스 역
- 실베스터 스탤론 - 바니 로스 역
- 안토니오 반데라스 - 가르고 역
- 리롄제 - 인양 역
- 웨슬리 스나이프스 - 독 역
- 돌프 룬드그렌 - 거너 젠슨 역
- 켈시 그래머 - 보나파르트 역
- 랜디 커투어 - 톨 로드 역
- 테리 크루스 - 헤일 시저 역
- 멜 깁슨 - 콘래드 스톤뱅크스 역
- 해리슨 포드 - 맥스 드러머 역
- 아널드 슈워제네거 - 트렌치 마우저 역
- 켈런 러츠 - 스마일리 역
- 론다 로우지 - 루나 역
- 글렌 파월 - 쏜 / 와이파이 역
- 빅터 오르티스 - 마스 역
- 로버트 데비 - 골란 보그너 역
- 이반 코드타디노프 - 크룩 역
- 니콜라이 스토야노프 일체프 - 지역 경찰 역
- 다니엘 안겔로브 - 지역 경찰 역
- 슬라비 슬라보브 - 교도소장 역
- 디미터 도이치노브 - 보디가드 팀장 역
- 니콜라이 스타노에브 - 기술자 역
- 보스웰 말로카 - 반군 지도자 역
- 류보미르 시메노프 - 외눈박이 역
- 프랭크 퍼스 - 싸움 감독관 역
- 토마스 카네스트라로 - 콘라드의 심복 역
- 나탈리 번 - 코나드의 부인 역
- 사라이 기바티 - 카밀라 역
- 리스베트 올로프슨 - 구나스의 딸 역
- 벨리저 비네브 - 아트 브로커 역
- 해리 애니크킨 - 대령 역
- 안톤 포리아조브 - 콘래드 헬리콥터 파일럿 역
- 츠베티슬라프 사마르디예프 - 스마일 파이트의 도박사 역

## 기타
- 수입사 :  조이앤컨텐츠그룹

## 수상
- 2014년 제27회 도쿄국제영화제 후보 특별초대작
- 2015년 제35회 골든 라즈베리 시상식 수상 최악의 남우조연상 - 켈시 그래머
- 2019년 제1회 충주국제무예액션영화제 후보 월드액션

## 같이 보기
- 멜 깁슨의 작품 목록